# Mechanic Falls (Maine)
Mechanic Falls – miasto w Stanach Zjednoczonych, w stanie Maine, w hrabstwie Androscoggin.